# Cleopatra (1912)
Cleopatra é um filme de drama histórico mudo americano de 1912, estrelado por Helen Gardner no papel-título e dirigido por Charles L. Gaskill, baseado em uma peça de 1890 escrita por Victorien Sardou. É o primeiro filme a ser produzido pela produtora de Gardner, The Helen Gardner Picture Players.
Cleopatra é um dos primeiros longas-metragens de seis rolos produzidos nos Estados Unidos. Promovido como "O filme mais bonito já feito", foi o primeiro a oferecer uma representação de Cleópatra em longa-metragem, embora houvesse um curta-metragem sobre Antônio e Cleópatra dois anos antes.[carece de fontes?]

## Sinopse
Em uma série de quadros elaborados, retrata Cleópatra e seus casos de amor, primeiro com o belo pescador-escravo Pharon, depois com Marco Antônio.

## Elenco
- Helen Gardner como Cleópatra - Rainha do Egito
- Mr. Howard como Pharon - Um escravo e pescador grego
- Charles Sindelar como Marco Antônio - Triúnviro e Geral
- James R. Waite como Venditius - Um soldado romano
- Sr. Osborne como Diomedes - Um egípcio rico
- Harry Knowles como Kephren - Capitão da Guarda da Rainha
- Pearl Sindelar como Iras - Um atendente
- Helene Costello como Nicola - Criança

## Produção
Cleopatra foi o primeiro filme produzido pela produtora de Helen Gardner, The Helen Gardner Picture Players, localizada em Tappan, Nova York. Gardner criou a empresa em 1910 depois de encontrar sucesso em uma série de curtas Vitagraph do início dos anos 1900.
O orçamento do filme foi de US $ 45.000 (aproximadamente US $ 1.309.000 hoje) e contou com cenários e figurinos luxuosos (Gardner também atuou como figurinista e editor do filme). Gardner usou o cenário natural de Tappan para fotos ao ar livre, além de cenários.

## Lançamentos
Após seu lançamento, Cleopatra tocou em casas de ópera e teatros. O filme também foi apresentado em um roadshow teatral acompanhado por um publicitário , empresário e um conferencista/ projecionista .
Em 1918, Gardner filmou cenas adicionais e reeditou o filme para competir com a adaptação de 1917 lançada pela Fox e estrelada por Theda Bara.

## Recepção
O crítico de cinema Dennis Schwartz descreveu-o como "energético", dando-lhe uma classificação B-.
O filme é reconhecido pelo American Film Institute nestas listas:
- 2002: AFI's 100 Years...100 Passions – Nomeado.

## Censura
Como muitos filmes americanos da época, Cleopatra foi alvo de cortes pelos conselhos de censura cinematográfica da cidade e do estado . Para o lançamento de 1918, o Conselho de Censores de Chicago exigiu um corte dos dois intertítulos "Se eu deixar você viver e me amar dez dias, você vai se destruir?" e "Suponha que Anthony foi informado de que ela havia acabado de deixar os abraços do escravo Pharon".

## Status e restaurações

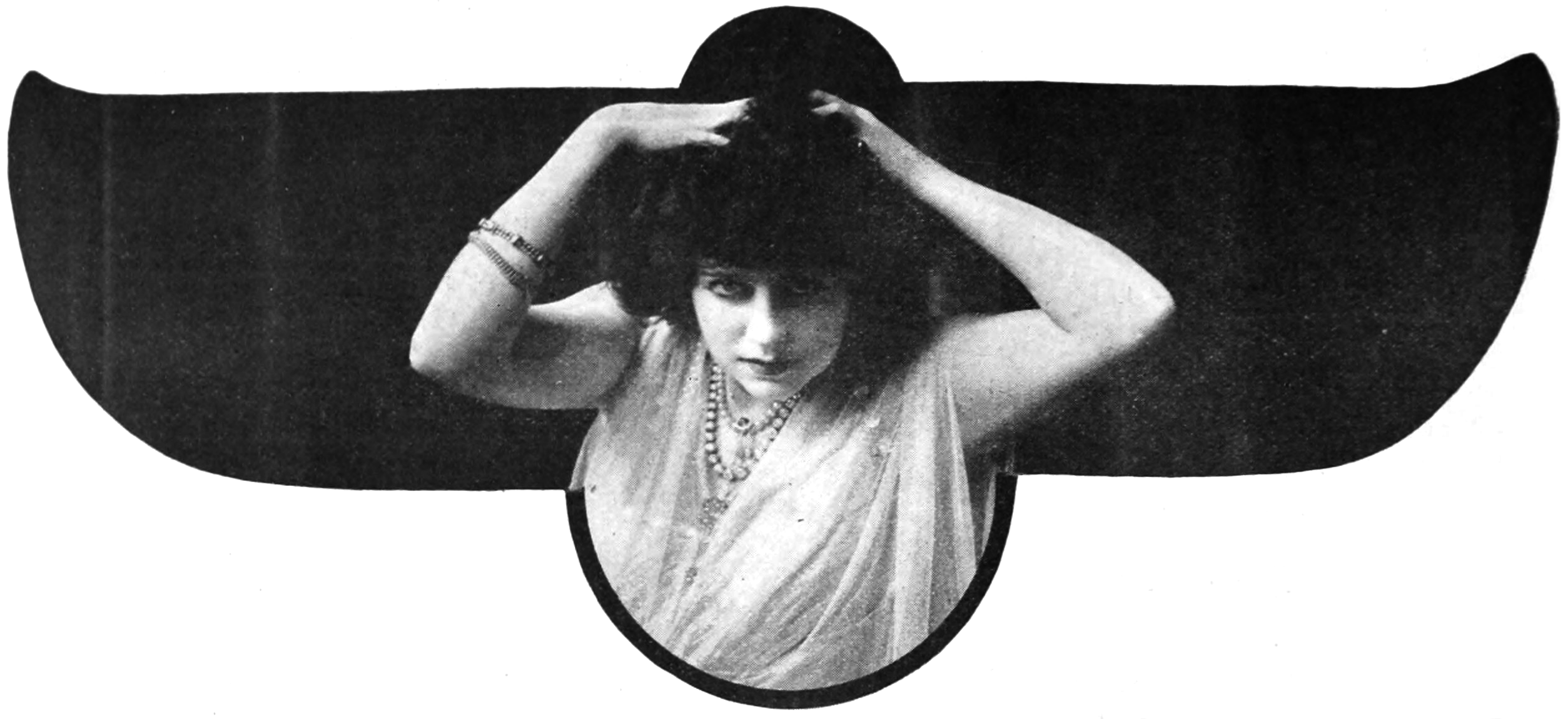
Helen Gardner como Cleópatra

A versão de 1912 de Cleopatra ainda existe em sua totalidade. Em 2000, a Turner Classic Movies teve a impressão restaurada, usando uma restauração anterior da década de 1960, e encomendou uma nova partitura musical da equipe de marido e mulher de Chantal Kreviazuk e Raine Maida. A versão restaurada, completa com tingimento de cores, foi ao ar pela primeira vez no TCM em agosto de 2000.